# Filomena Tassi
Filomena Tassi, née en 1962 à Hamilton, est une femme politique canadienne, membre du Parti libéral.
Elle est députée à la Chambre des communes de la circonscription de Hamilton-Ouest—Ancaster—Dundas de 2015 à 2025.
Elle exerce plusieurs postes ministériels dans le gouvernement de Justin Trudeau.

## Biographie
Elle est députée libérale siégeant à la Chambre des communes du Canada pour la circonscription de Hamilton-Ouest—Ancaster—Dundas. Elle est élue lors des élections de 2015, puis réélue en 2019 et en 2021.
Dans le gouvernement de Justin Trudeau, elle occupe le poste de ministre des Ainés, du 18 juillet 2018 au 20 novembre 2019, puis de ministre du Travail jusqu'au 26 octobre 2021, date à laquelle est devient ministre des Services publics et de l'Approvisionnement. Elle est enfin ministre responsable de l'Agence fédérale de développement économique pour le Sud de l'Ontario entre le 31 août 2022 et le 20 décembre 2024.
Elle ne se représente pas aux élections législatives de 2025.